# 富田林寺内町

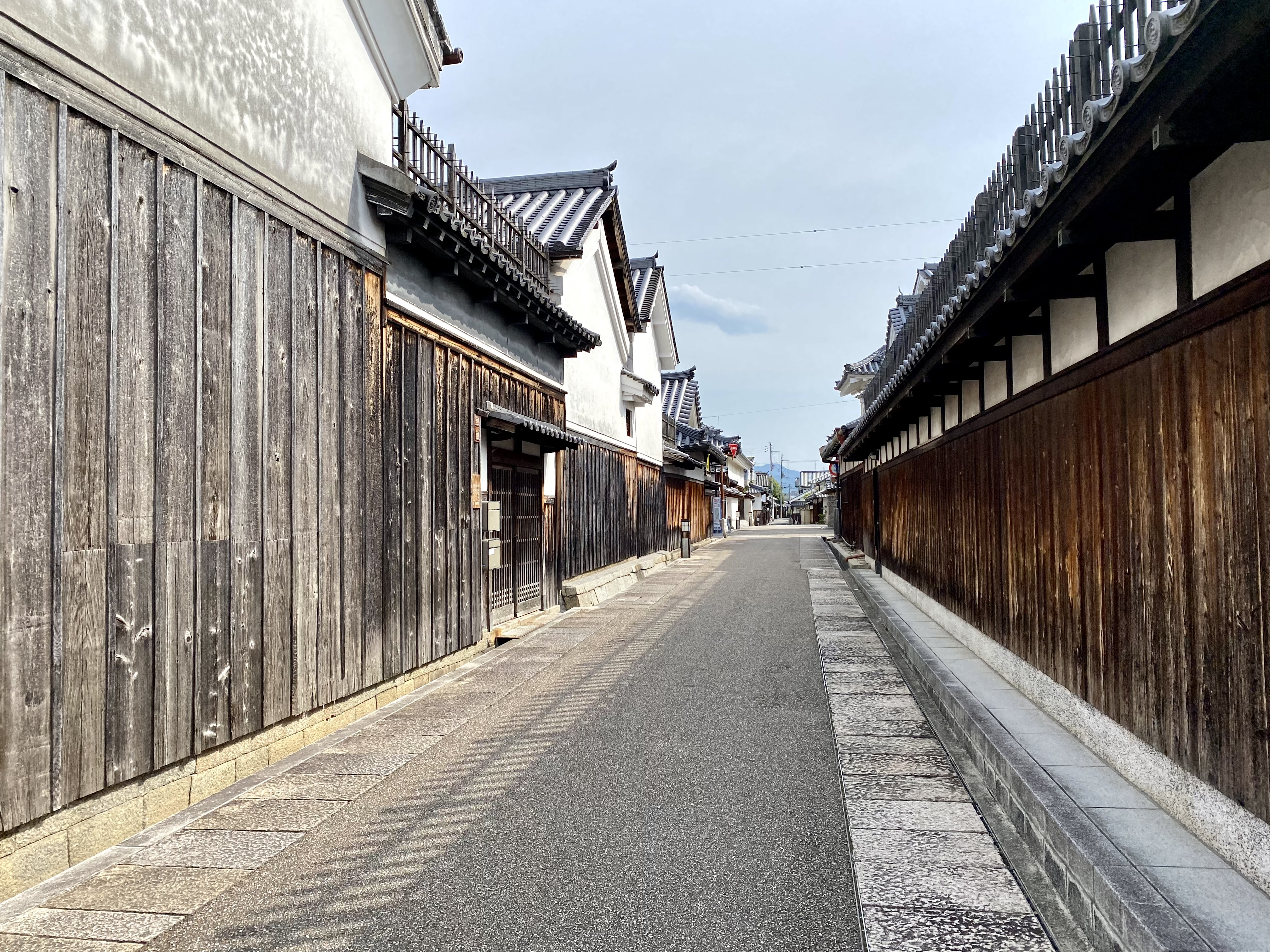
富田林 寺内町

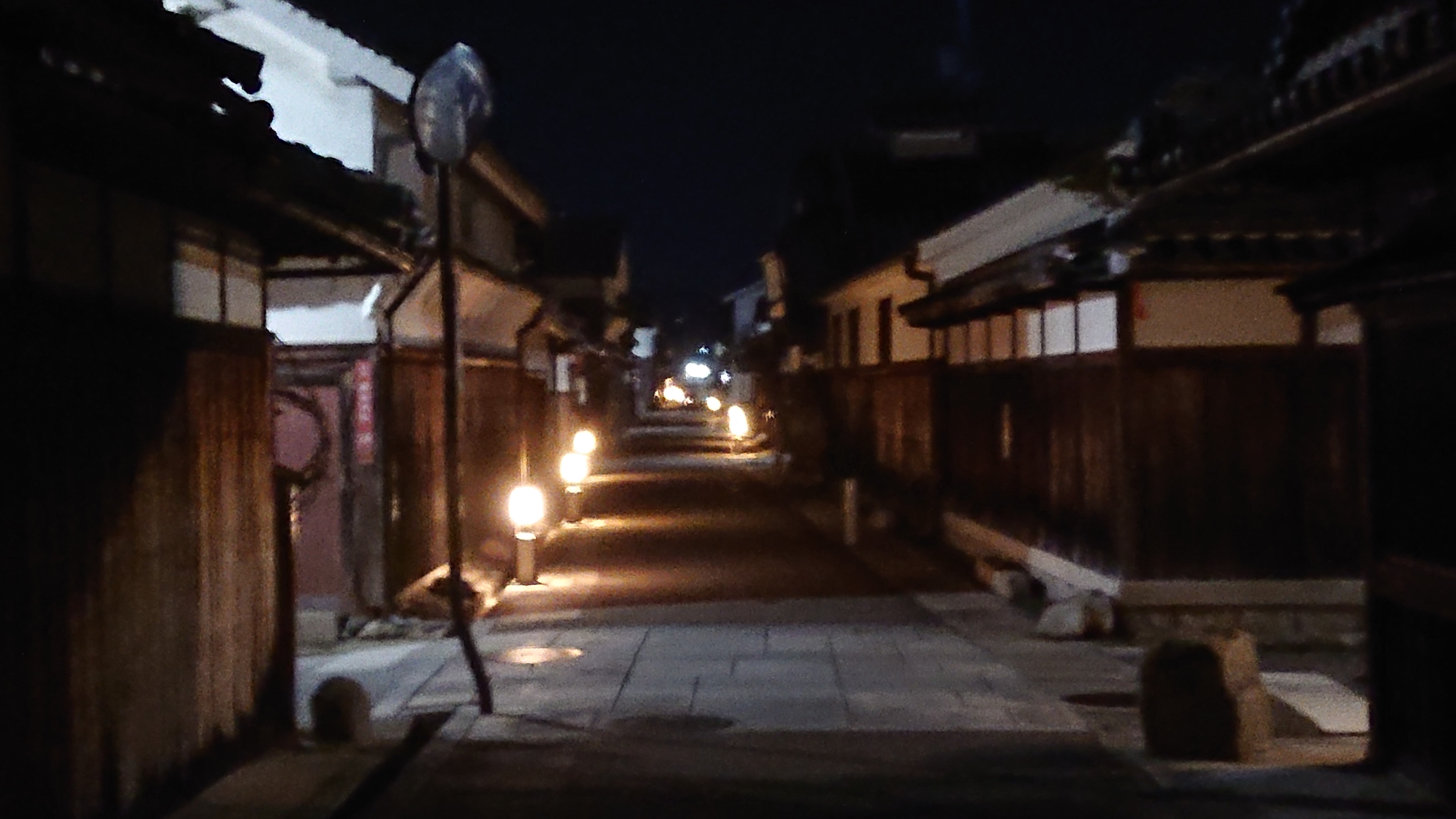
富田林 寺内町（夜）

富田林寺内町（とんだばやしじないちょう、とんだばやしじないまち）は、大阪府富田林市にある寺内町。江戸時代から昭和初期の町並みが残ることで知られる。国の「重要伝統的建造物群保存地区」および、旧建設省選定の「日本の道100選」のひとつ。

## 概要
寺内町は、大阪府の南東部に位置する富田林市の中心にあり、東西に7本、南北に6本の街路で区画された東西約400メートル、南北約350メートル、面積約13.3ヘクタールの楕円形に広がる周辺よりも一段高い台地上に、近世の町割りを残している。周辺の低地との境目は、幅の広い土居が設けられていて斜面の一部に竹藪を残しており、また南の石川と面するところから境域がよみとれる。土居の中にある整然とした街路の両側には、河内風の白壁の土蔵や、格子造りの民家が連なっており、歴史的な街並みをつくっている。町の区画は六筋七町とよばれていて、六筋とは南北方向の通りのことで、東筋、亀ヶ坂筋、城之門筋、富筋、市場筋、西筋の6つの通りをいい、七町とは、北から順に壱里山町、富山町、北会所町、南会所町、堺町、御坊町、林町となっている。
現在も多くの町屋が残り、1997年（平成9年）10月に大阪府で唯一、国の「重要伝統的建造物群保存地区」として選定されている。また、寺内町のほぼ中心を南北に通る城門筋（市道富田林6号線）は、1986年（昭和61年）8月10日に歴史性と親愛性を基準に、「近世の自治都市」として旧建設省と「道の日」実行委員会により制定された「日本の道100選」にも選ばれている。

## 歴史
富田林寺内町は、戦国時代末期の永禄3年（1560年）、本願寺一家衆興正寺第16世・証秀が、石川西側の河岸段丘上の荒芝地を百貫文で購入し、一向宗興生正寺別院を中核に開発された宗教自治都市であった。周辺4ヶ村（中野・新堂・毛人谷（えびたに）・山中田）の「八人衆」の協力で、芝地の開発、御堂（興正寺別院）の建立、畑・屋敷・町割等を行い、富田林と改めたことに始まるという（興正寺御門跡兼帯所由緒書抜）。
由緒書には上記のように記載されているが、由緒書は江戸時代の編纂物であることから確固たる信憑性を得ることは叶わない。
八人衆は、この功により年寄役となり、寺内町の自治を行った。織田信長と石山本願寺による石山合戦時には、本願寺・御坊側につかなかったことから、信長から「寺内之儀、不可有別条（じないのぎ、べつじょうあるべからず）」との書状を得ることにより、平穏を保った。しかし、近年では寺内町内部に御坊派と穏健派がいたことも示唆されている。
そして石山合戦終戦後において、織田信長から再度書状を得たがそこには「河州石川郡之内富田林」と記載されていることから寺内町を否定した。
正確な否定は豊臣秀吉が1584年に蔵入地化してからという指摘もあることを留意しなければならない。
江戸時代は公儀御料となり、在郷町として栄え、南河内における商業の中心地であった。また、酒造業も盛んであった。幕末期には、19名の大組衆（杉山家、仲村家、奥谷家などの有力町人衆）により自治が行われていた。

## 都市構造
富田林寺内町の構造上の特色として、土居にて周囲を囲んでいる点、四方の出入口に門を構えている点、街区を碁盤の目状としている点、中央に開発根本寺院である富田林興正寺別院が置かれている点が指摘されている。街路のほとんどは直行しておらず、角で少しずらされた「あてまげ」によって、まっすぐの見通しが妨げられている。

## 重要伝統的建造物群保存地区データ
- 地区名称：富田林市富田林
- 種別：寺内町
- 選定年月日：1997年（平成9年）10月31日。2018年（平成30年）8月17日追加選定
- 選定基準：伝統的建造物群が全体として意匠的に優秀なもの
- 面積：12.9ヘクタール[5]

## 名所・旧跡・施設
- 寺院

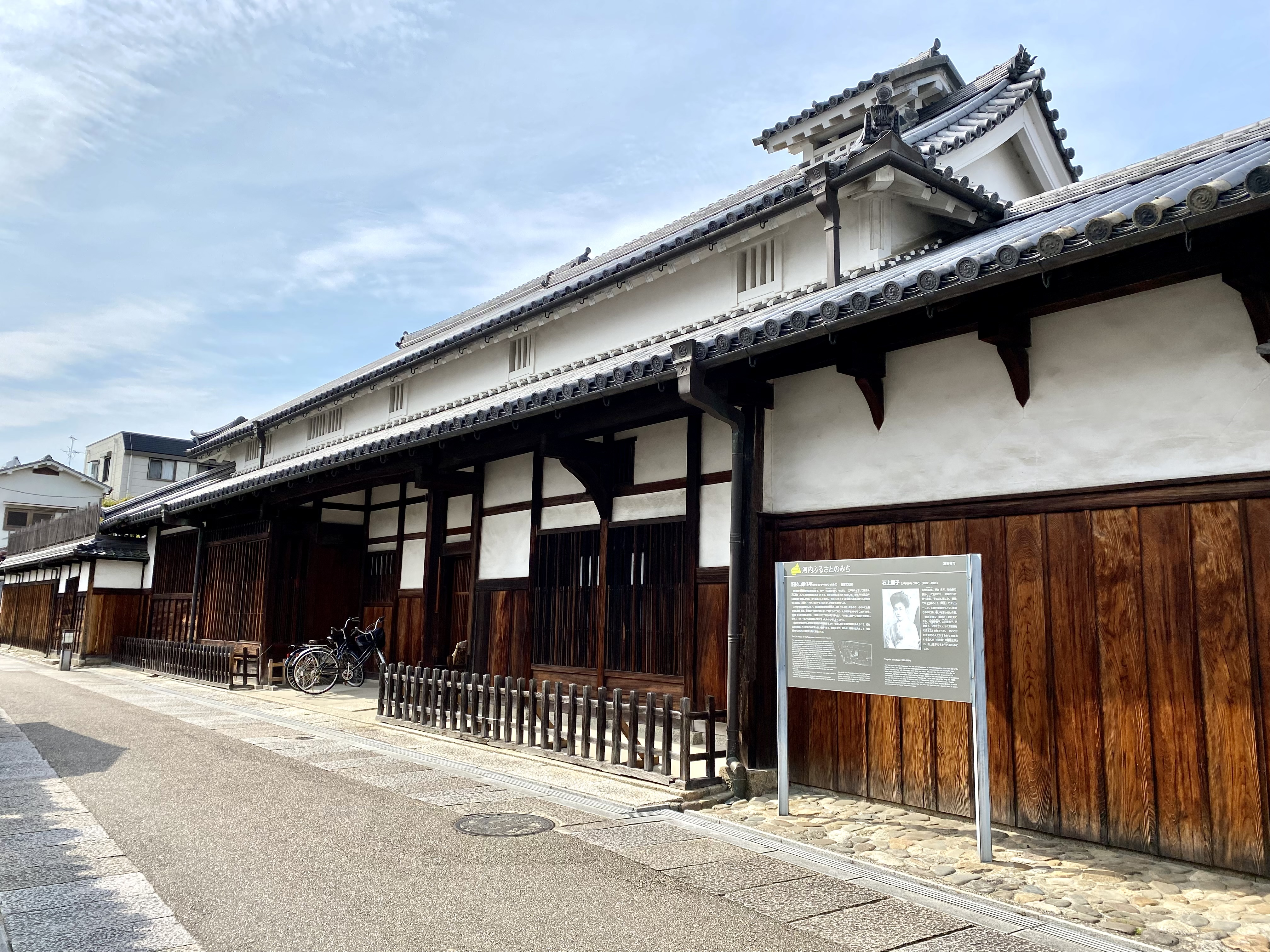
旧杉山家住宅
（国の重要文化財）

  - 富田林興正寺別院 - 真宗興正派の寺院。富田林寺内町の中央部にある。本堂など6棟が国の重要文化財。
  - 妙慶寺 - 慶長8年（1603年）の創立。柳渓の開基と伝えられる。万治3年（1660年）に総門徒の寄進により再興。
  - 浄谷寺 - 融通念仏宗。天正2年に毛人谷村より移転。天保年間に再建。
- 町家
  - 旧杉山家住宅（重要文化財） - 歌人石上露子の生家であり、寺内町のシンボル的存在となっている。17世紀後期築。
  - 上野家住宅 - 仲村家住宅の向かいにある。丸い虫籠窓が特徴。現「上野呉服店」。19世紀中期の築造。
  - 奥谷家住宅 - 屋号「岩瀬屋」。奥谷家の本家で、代々、材木商を営んでいた。19世紀初期の築造。
  - （東）奥谷家住宅 - 奥谷家の分家。油商を営んでいた。19世紀初期の築造。
  - （南）奥谷家住宅 - 奥谷家の分家。味醂製造業を営んでいたといわれる。19世紀後期の築造。
  - 木口家住宅 - 18世紀中期の築造と推定。
  - 葛原家住宅 - 屋号「たばこ屋」。18世紀末に酒屋を始めたと伝えられている。19世紀中期の築造。
  - （南）葛原家住宅 - 葛原家の分家。三階蔵で知られる。19世紀中期（1854年）の築造。
  - 葛原家住宅（南葛原別邸）（登録有形文化財）- 三階蔵の東隣にあるコテージ風の文化住宅。大正13年（1924年）の築造。
  - 越井家住宅 - 屋号「平尾屋庄兵衛」。北側に長大な米蔵がある。明治末期の築造。
  - 佐藤家住宅 - 仲村家の分家。紅梅酒味醂の醸造を営んでいた。19世紀初期の築造。
  - 杉田家住宅 - 屋号「樽屋善兵衛」。油屋を営んでいた。現「杉田医院」。18世紀中期の築造。
  - 田守家住宅 - 屋号「黒山屋三郎兵衛」。木綿商を営んでいた。18世紀中期の築造。
  - 中井家住宅 - 屋号「布屋」。呉服商を営んでいた。主屋は19世紀中期の築造と推定。2018年9月3日未明の火災で焼失[6]。
  - 仲村家住宅（大阪府指定有形文化財）- 屋号「佐渡屋」。酒造業を営んでいた。幕末期には吉田松陰が20数日滞在した。18世紀後半（1782年〜1783年）の築造。
  - 橋本家住宅 - 屋号「別井屋」。入口に駒つなぎの置石がある。18世紀中期の築造。
- 近代建築
  - 中内眼科医院（登録有形文化財） - 元・国分銀行本社屋の近代建築。1階壁面の大型半円アーチ窓と2階の半円錐窓台が特徴。1924年（大正13年）頃の築造。
- 施設
  - 寺内町センター - 旧杉山家住宅の向かい側にある。休館日は、月曜日（月曜日が祝日の場合は翌日）、12月28日〜1月6日。入場無料。

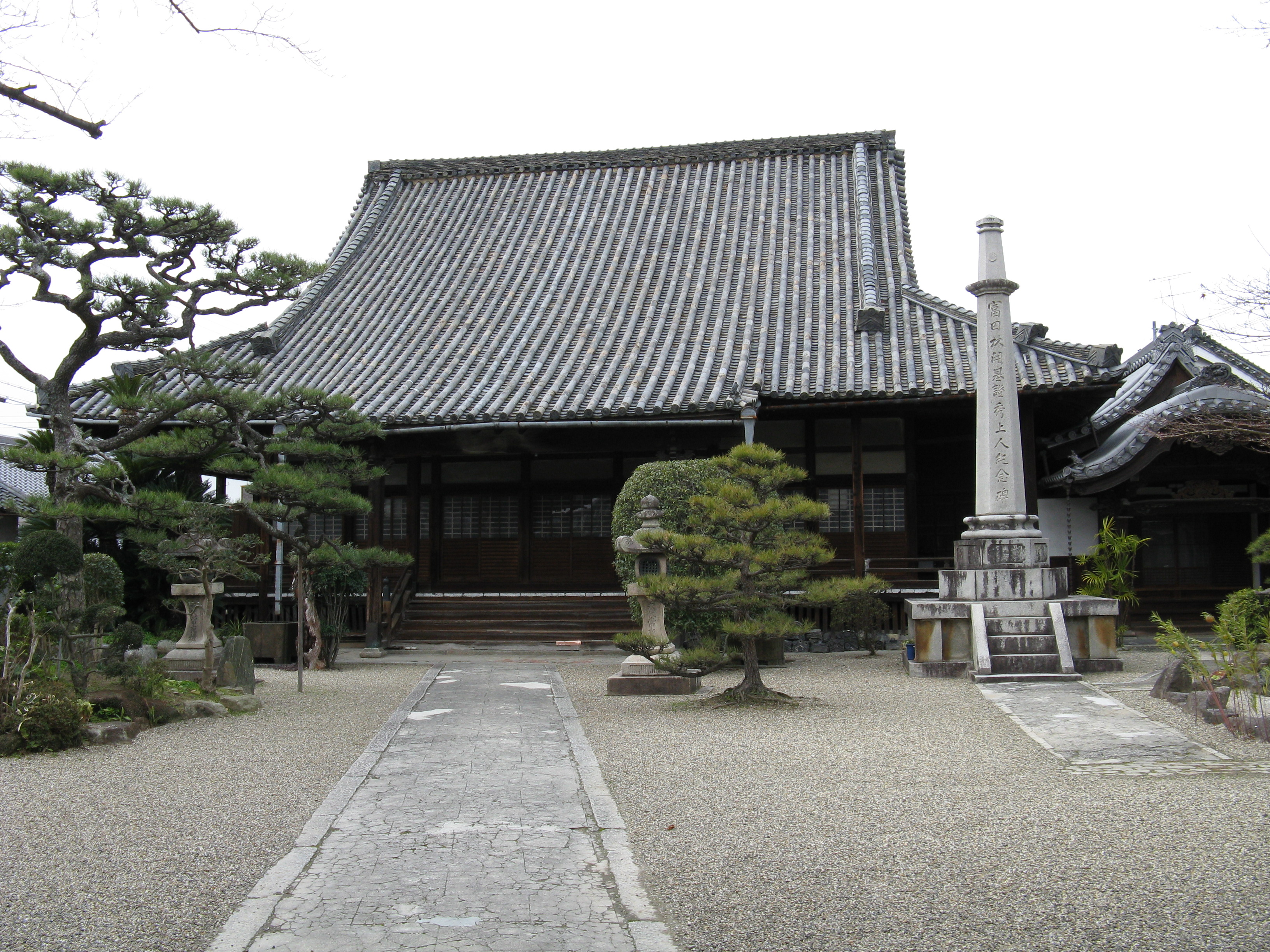
興正寺別院
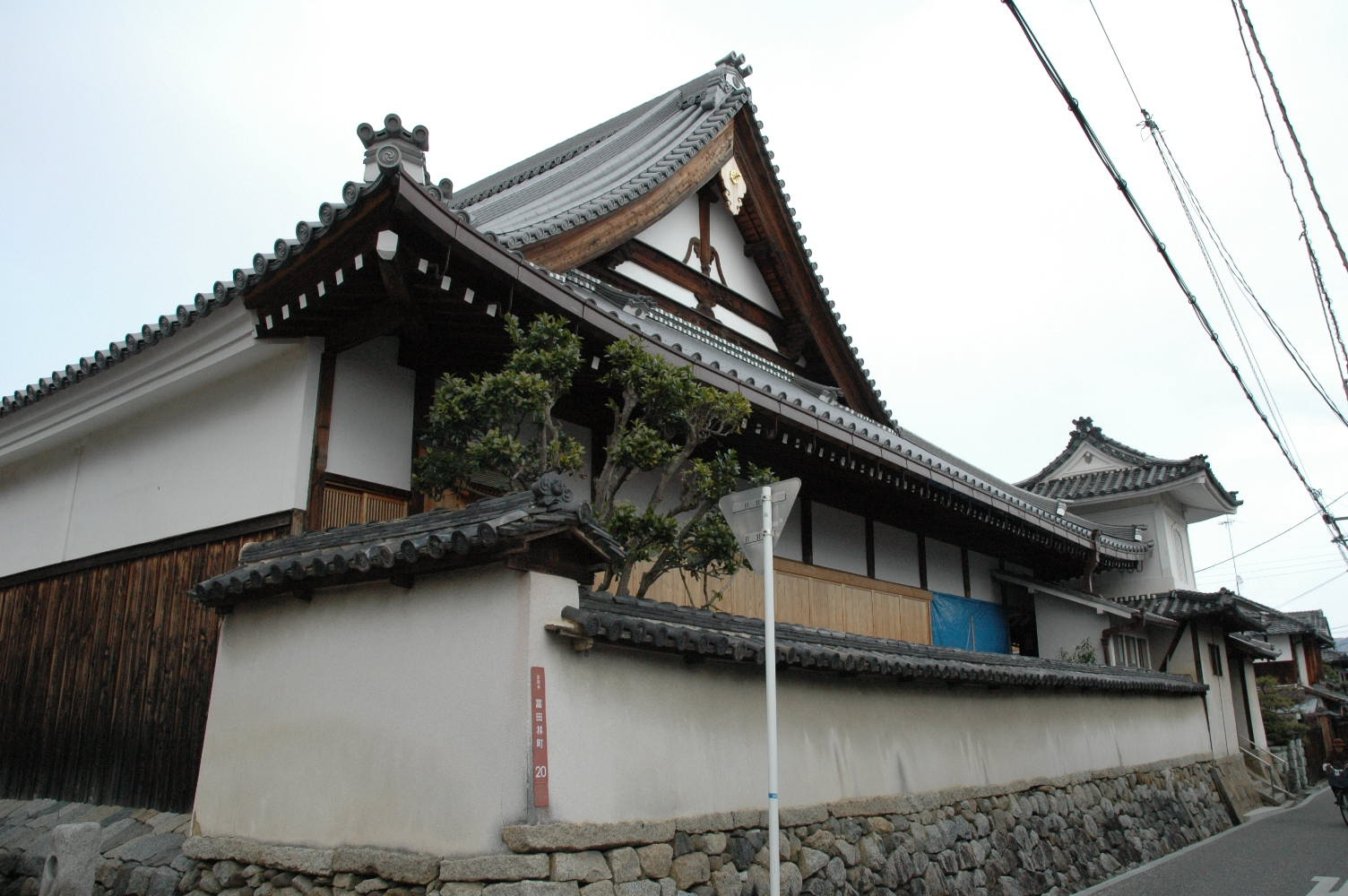
妙慶寺
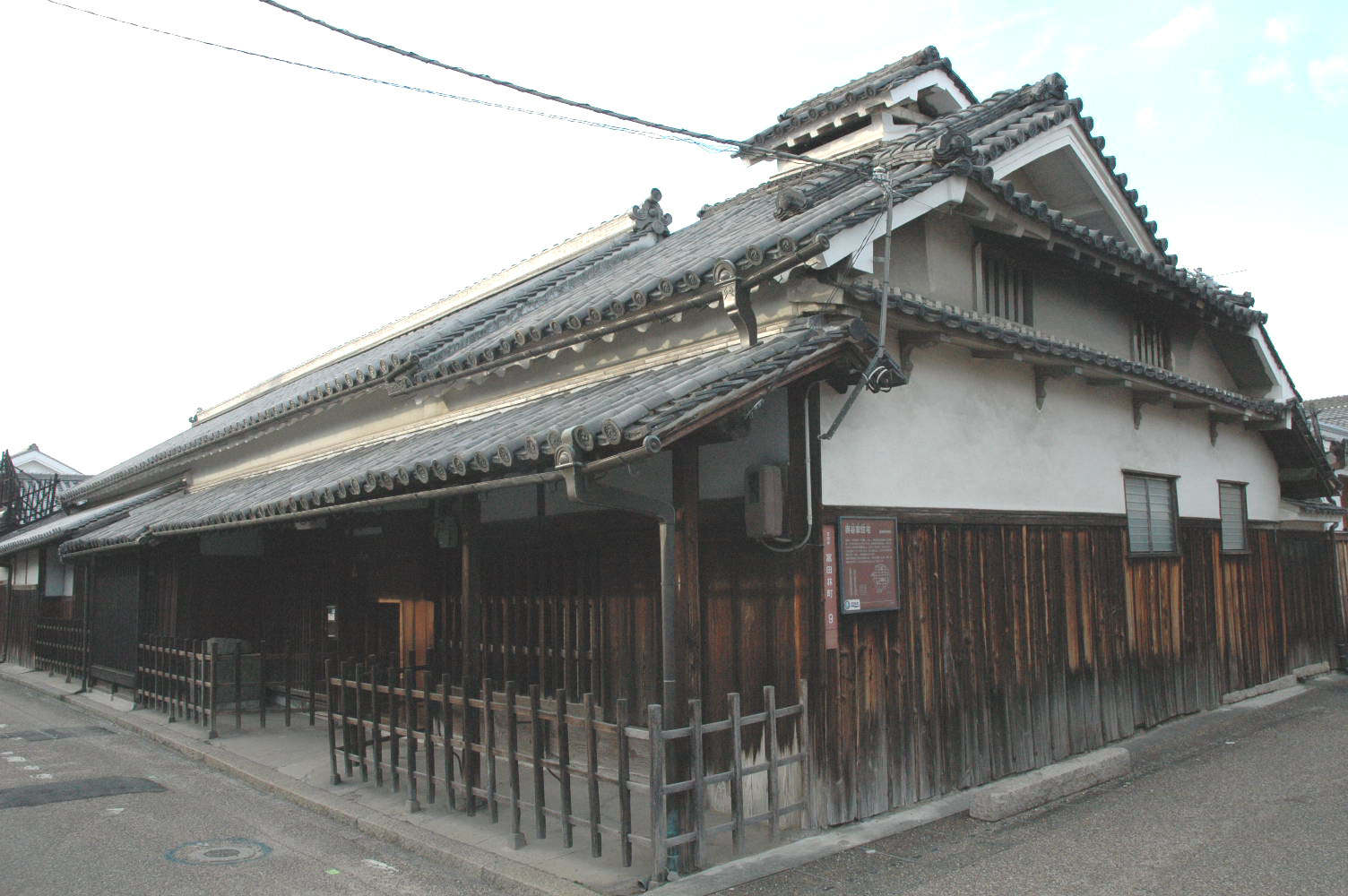
奥谷家住宅
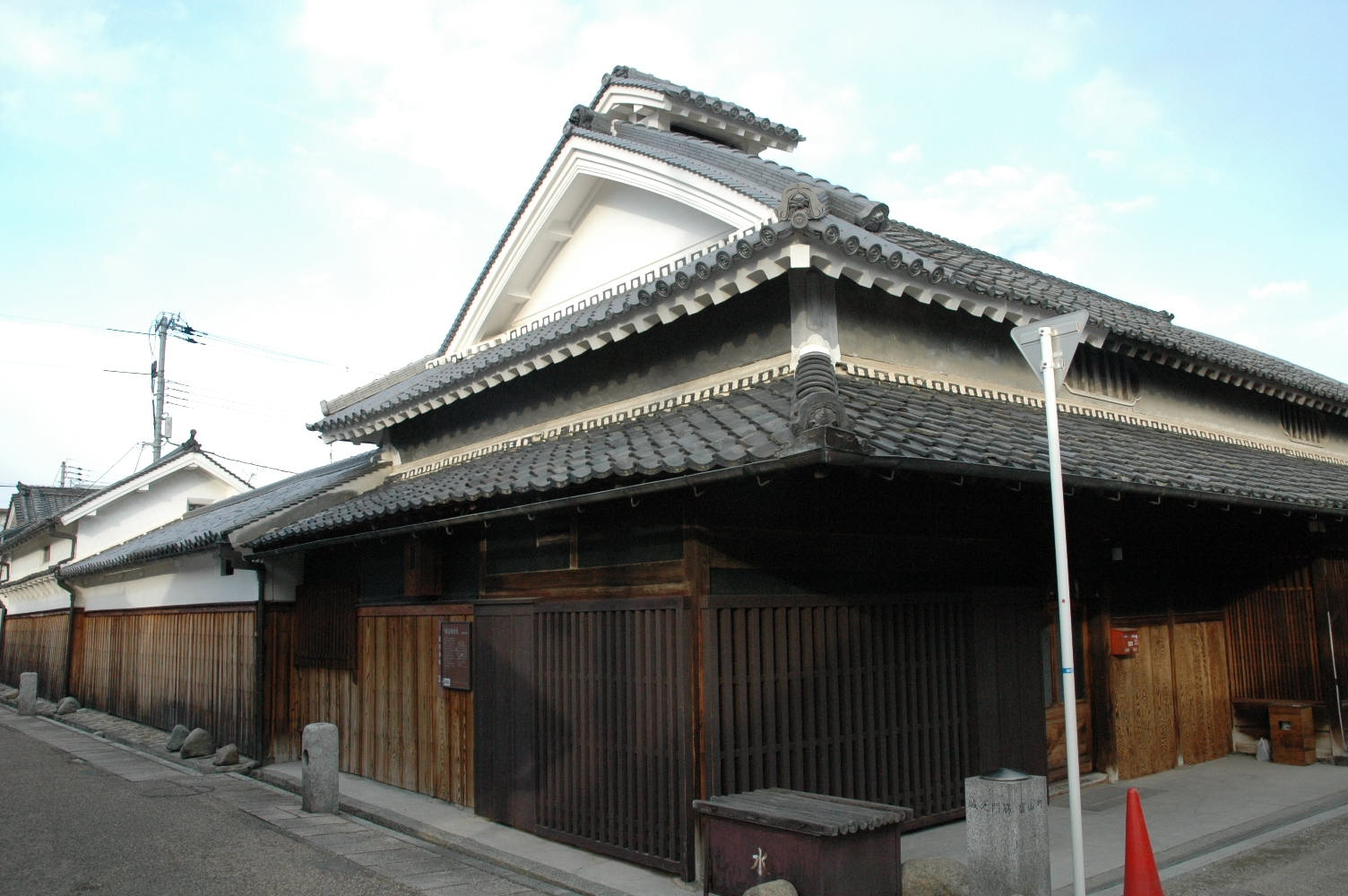
（東）奥谷家住宅
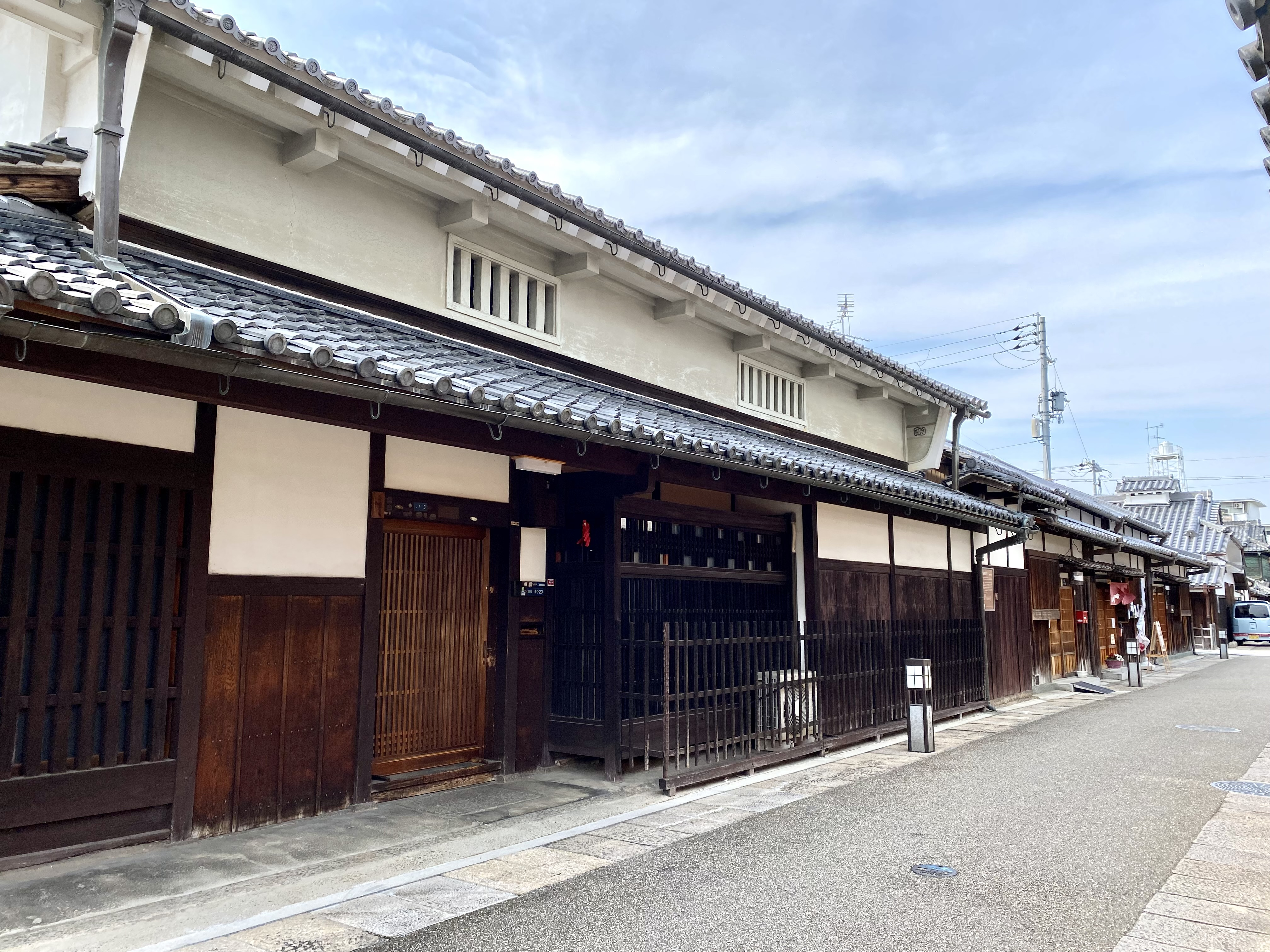
（南）奥谷家住宅
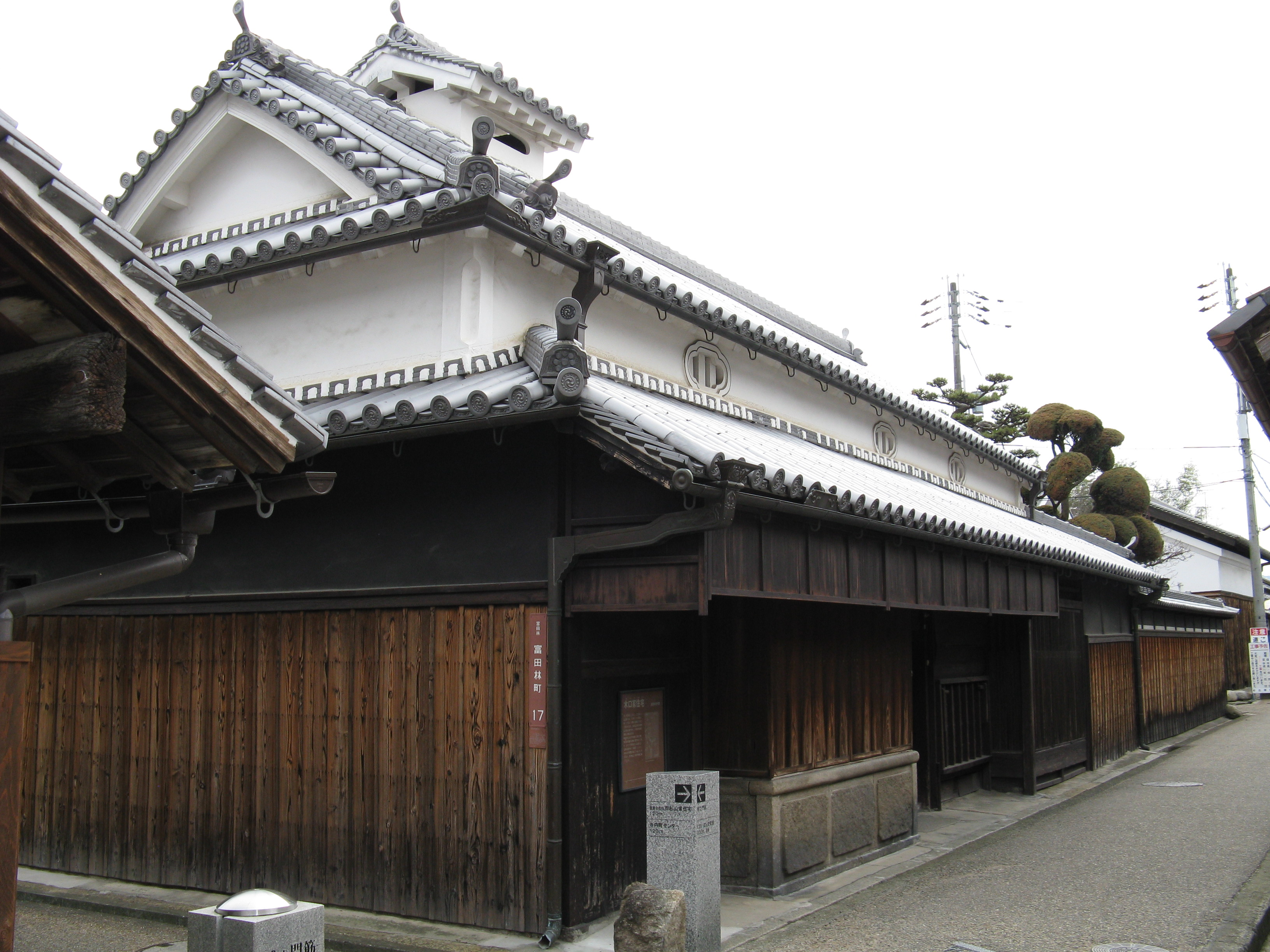
木口家住宅
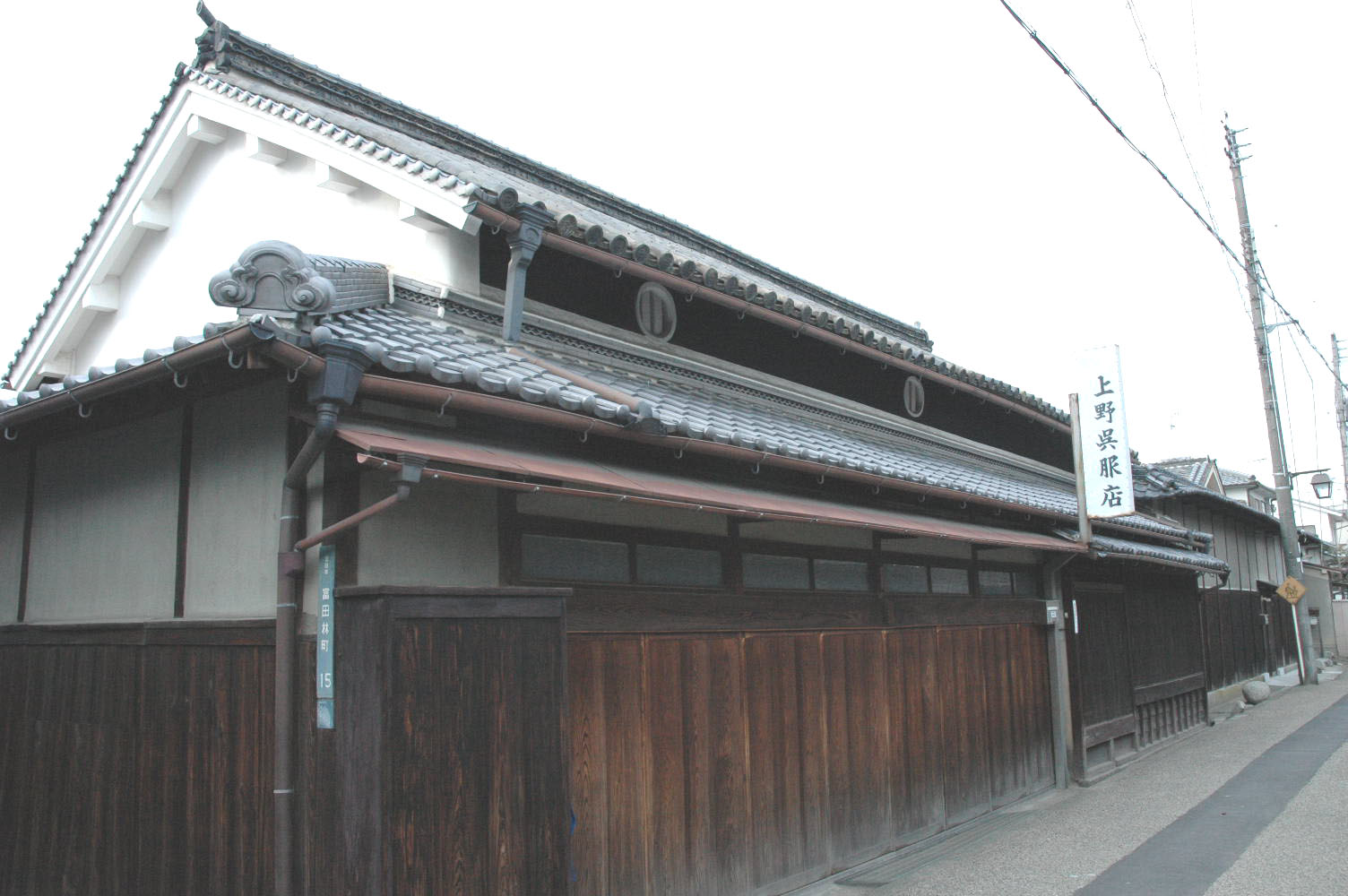
上野家住宅
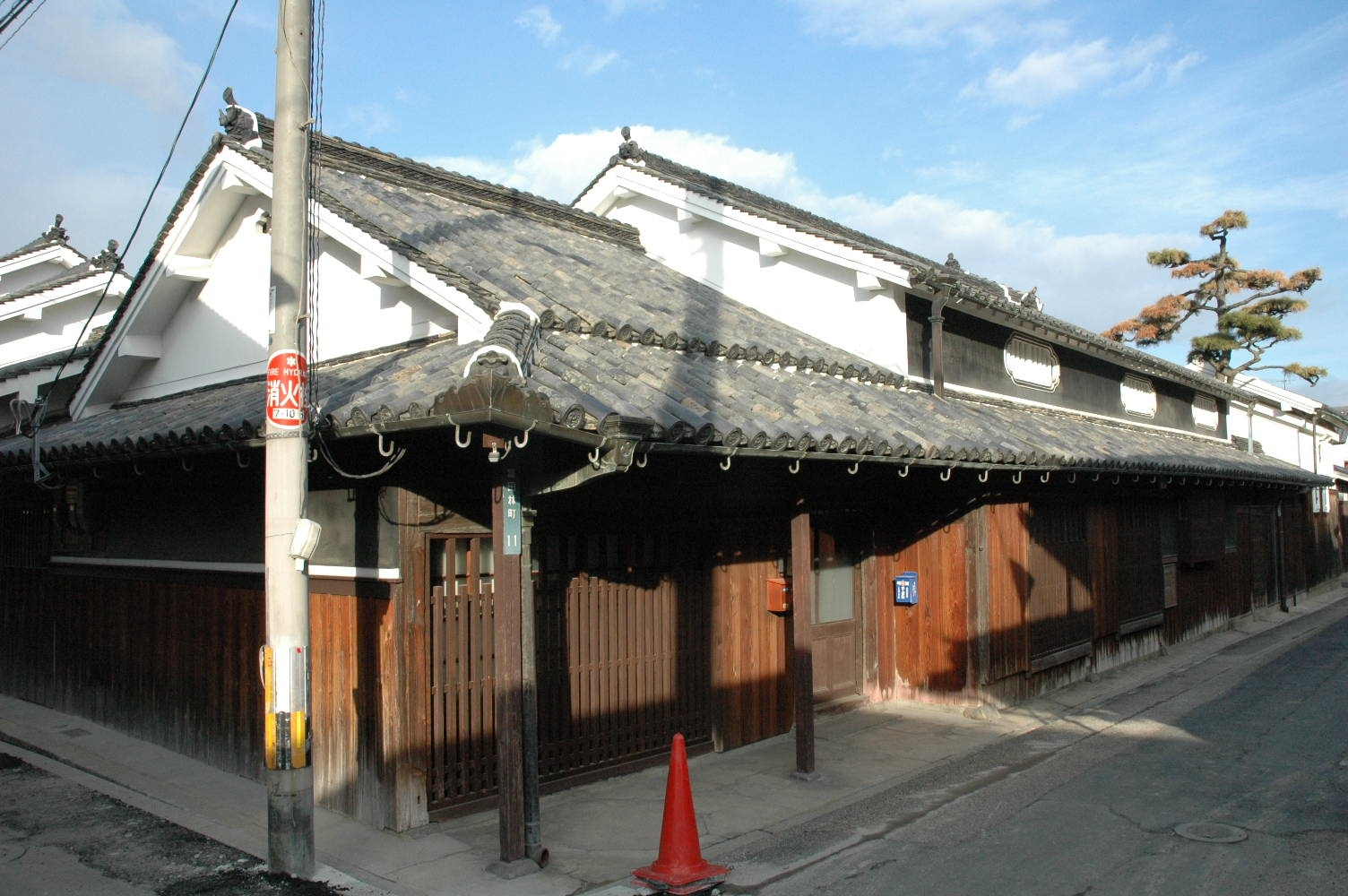
葛原家住宅
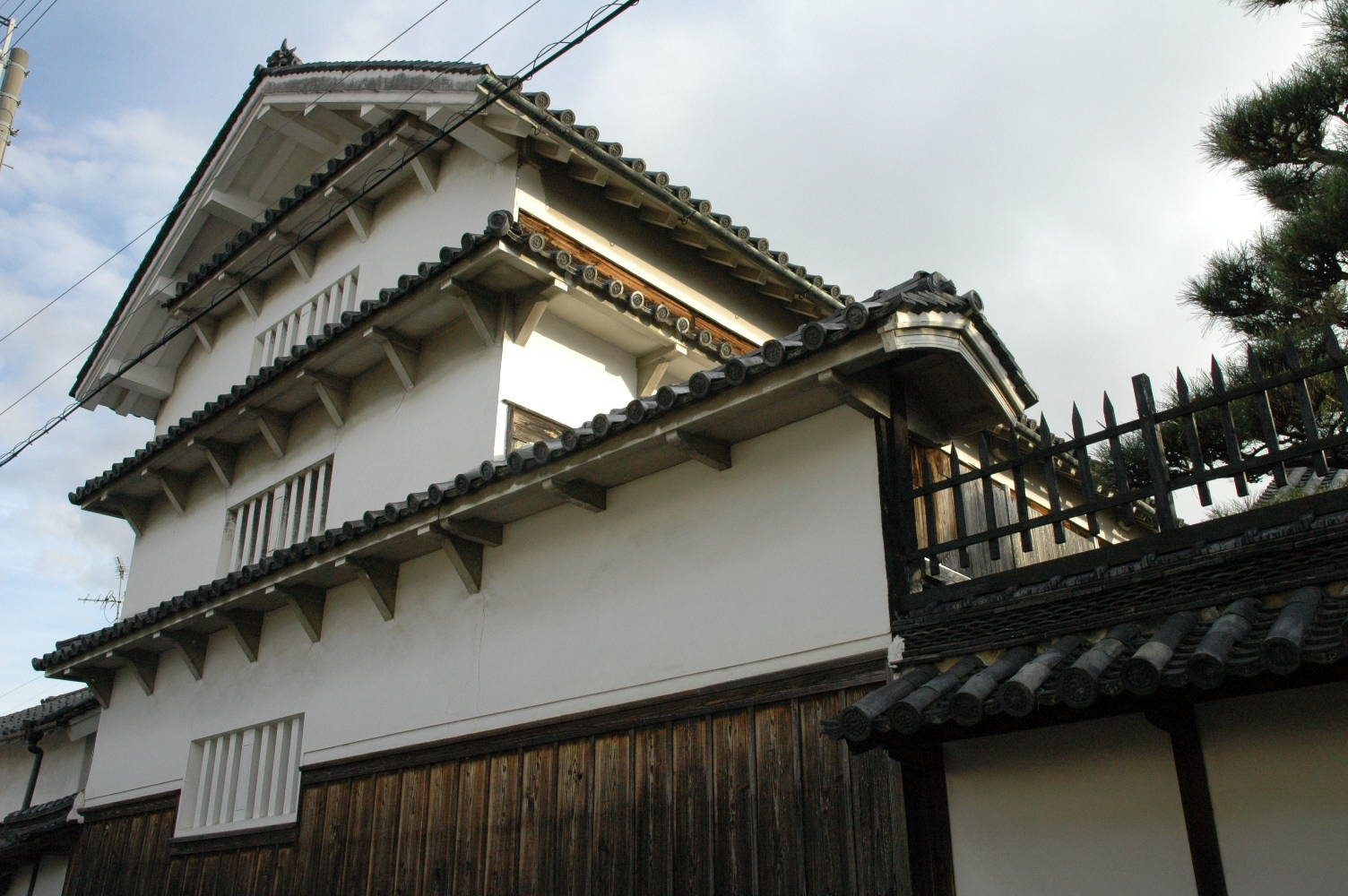
（南）葛原家住宅 三階蔵
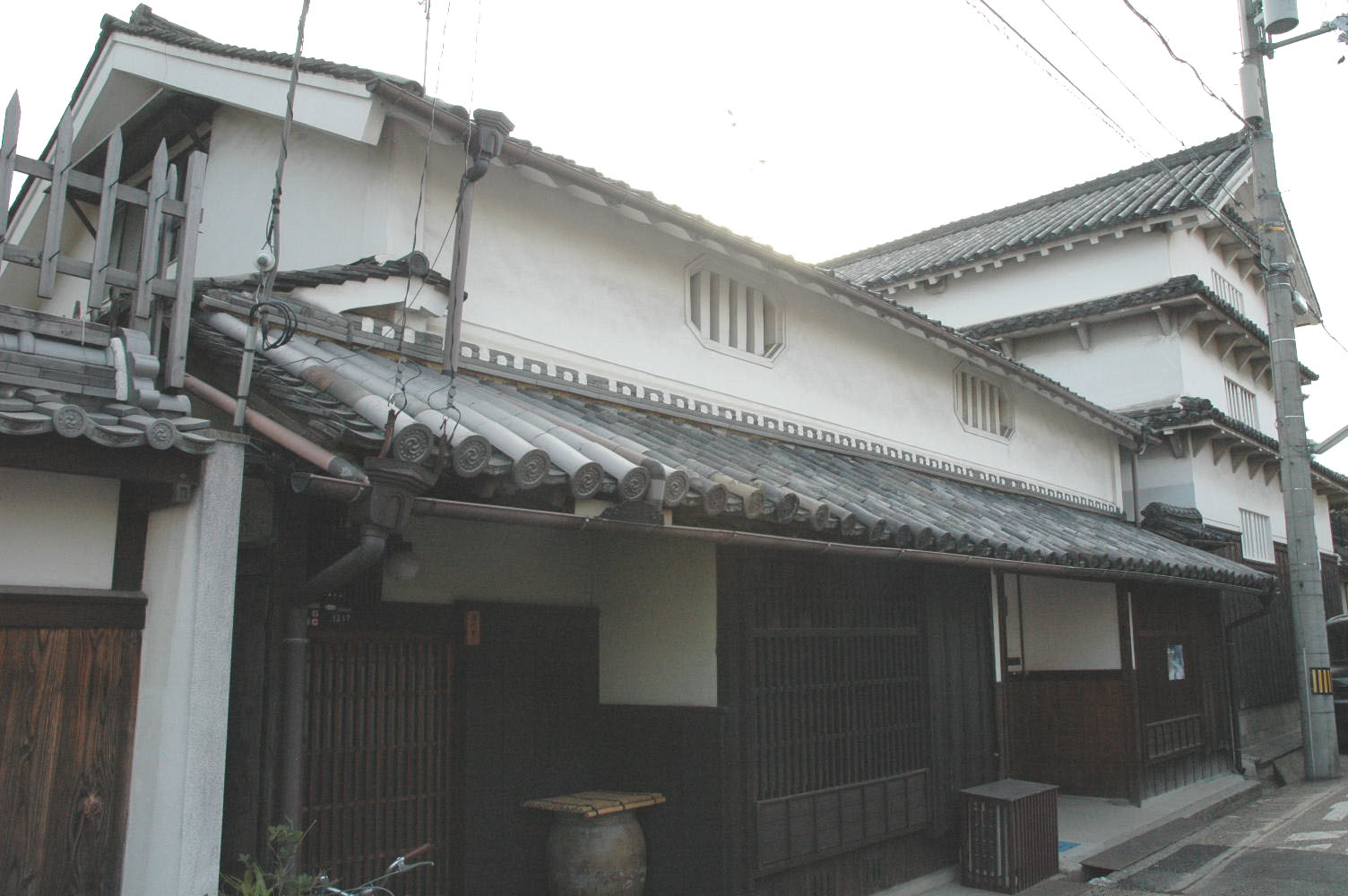
南葛原別邸
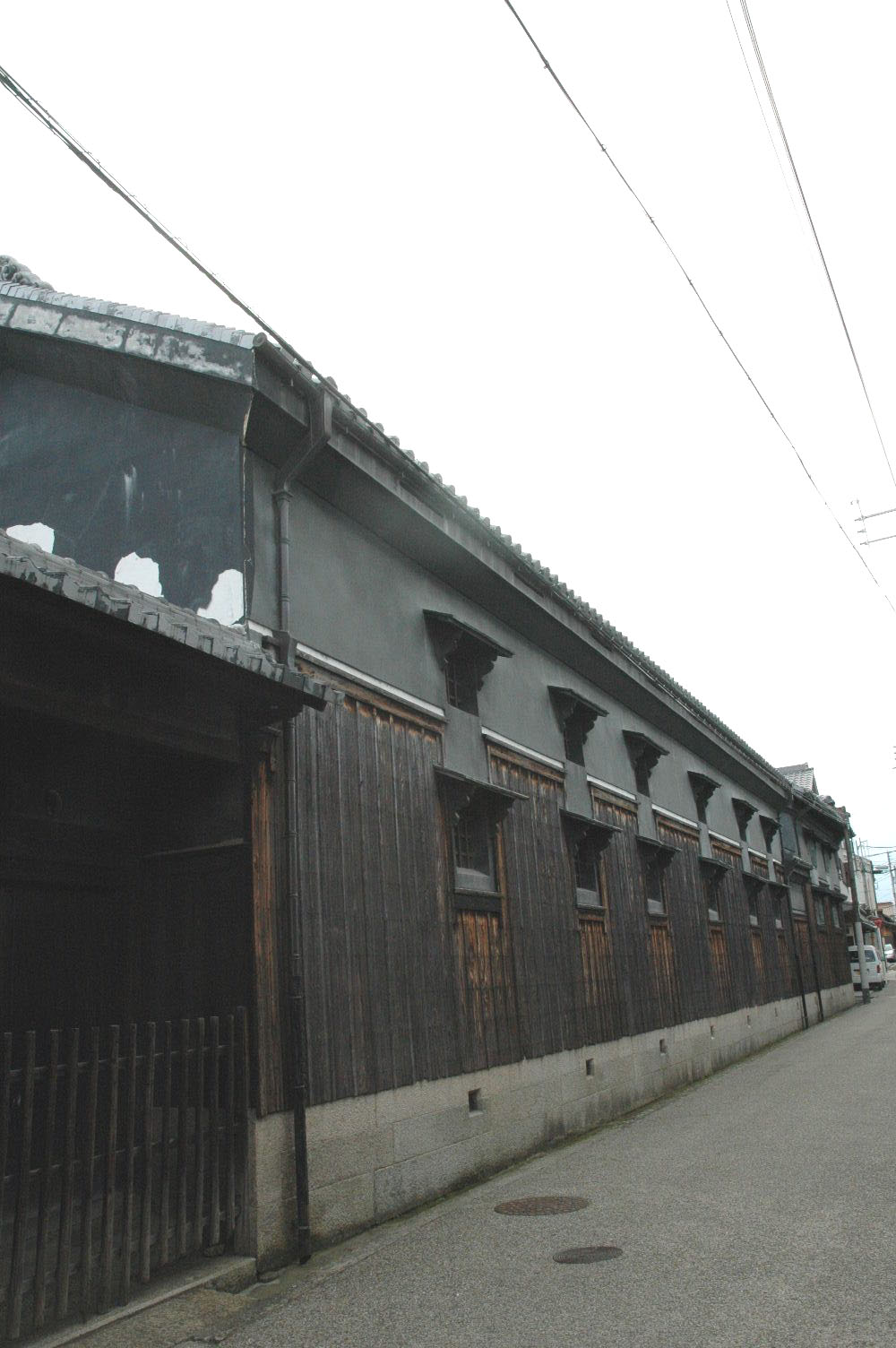
越井家住宅 米蔵
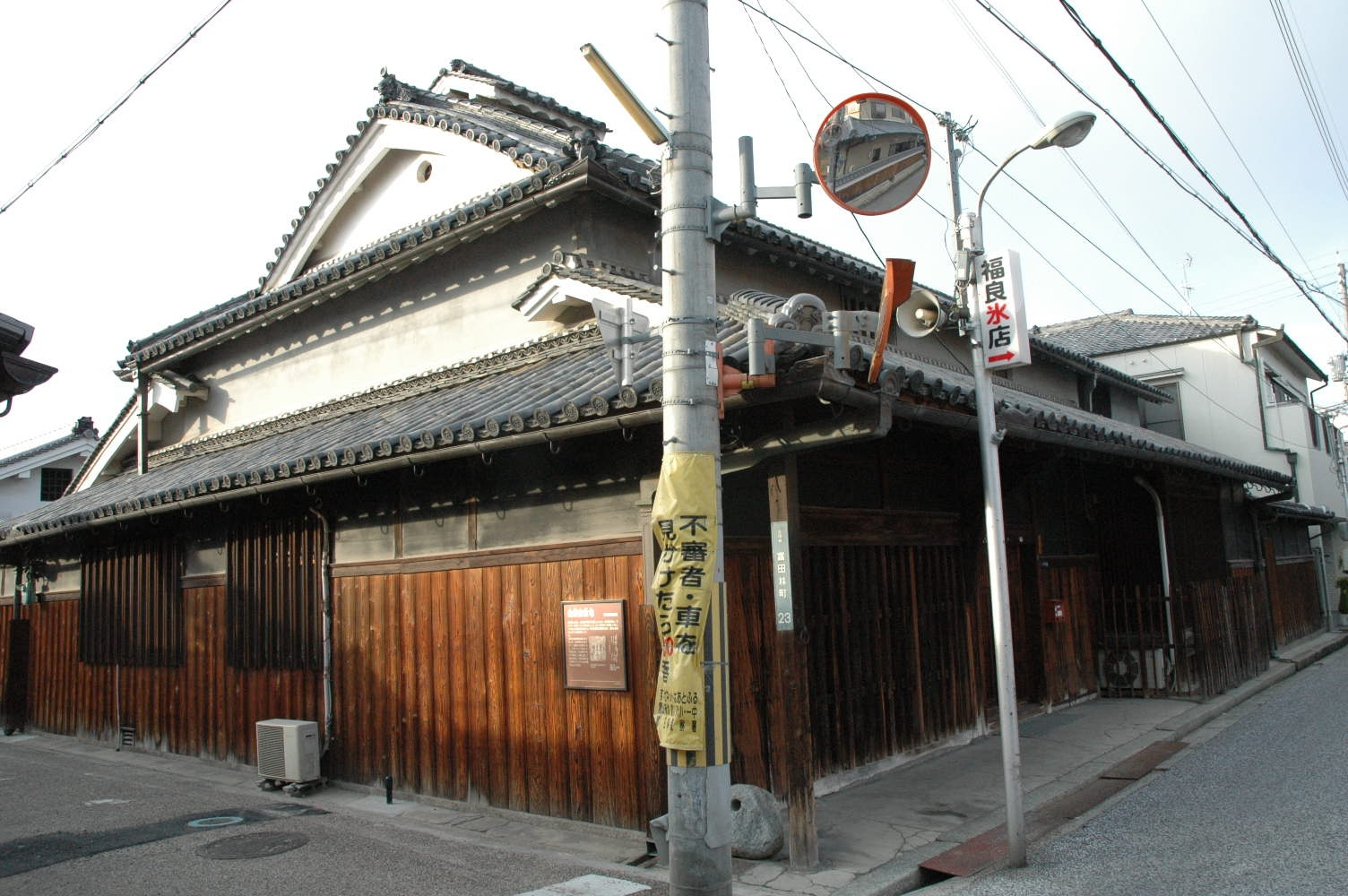
佐藤家住宅
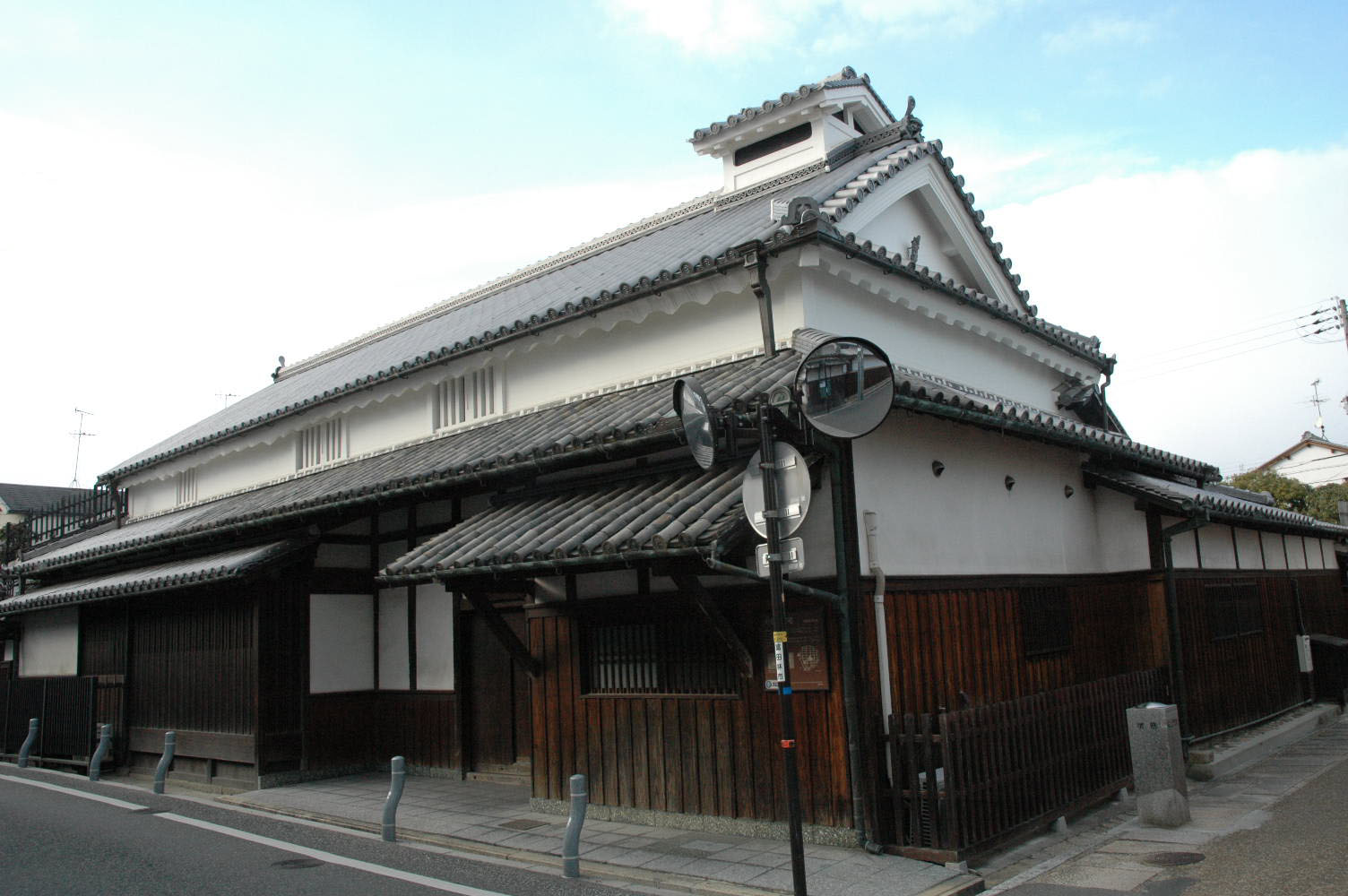
杉田家住宅
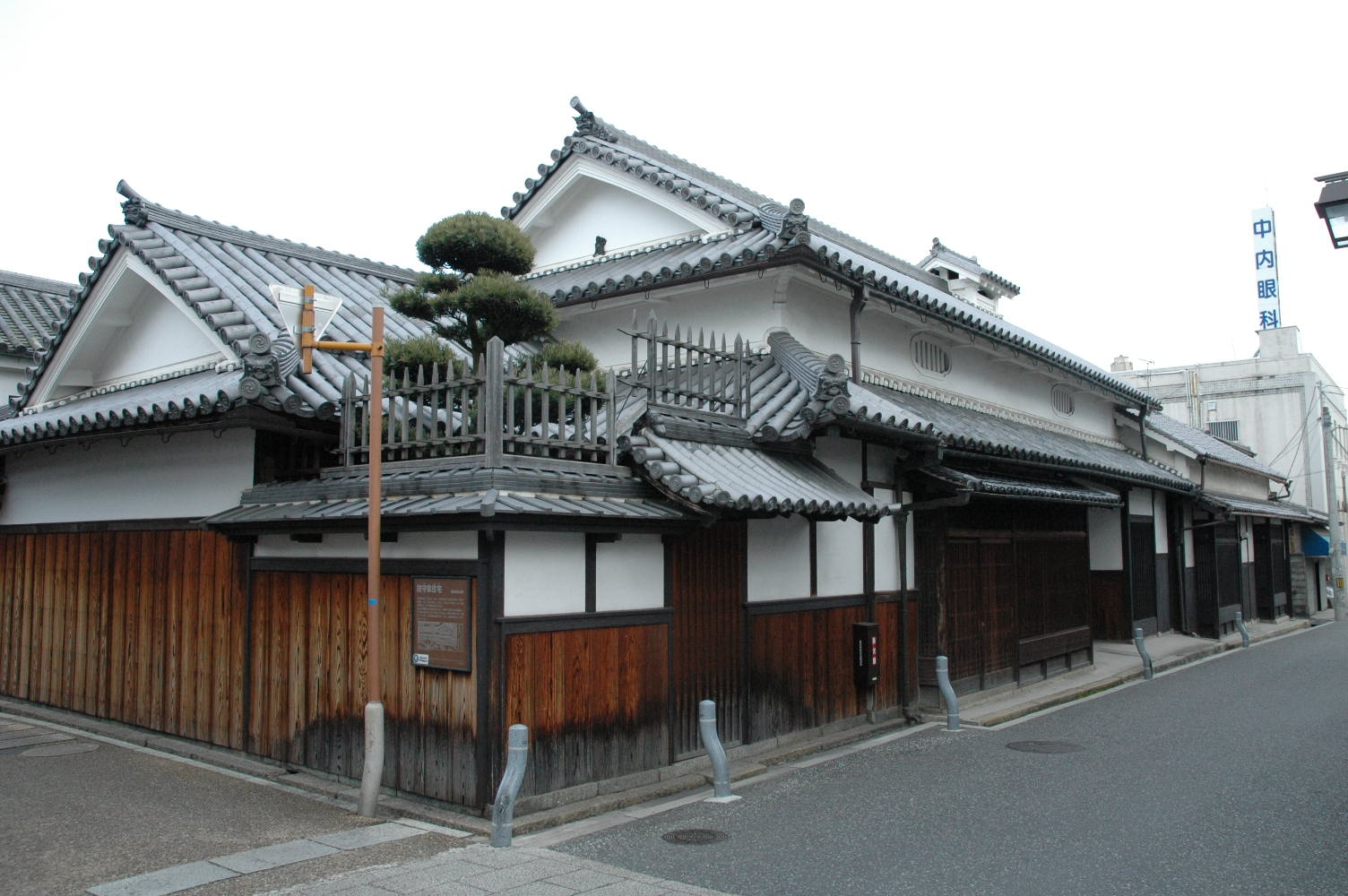
田守家住宅
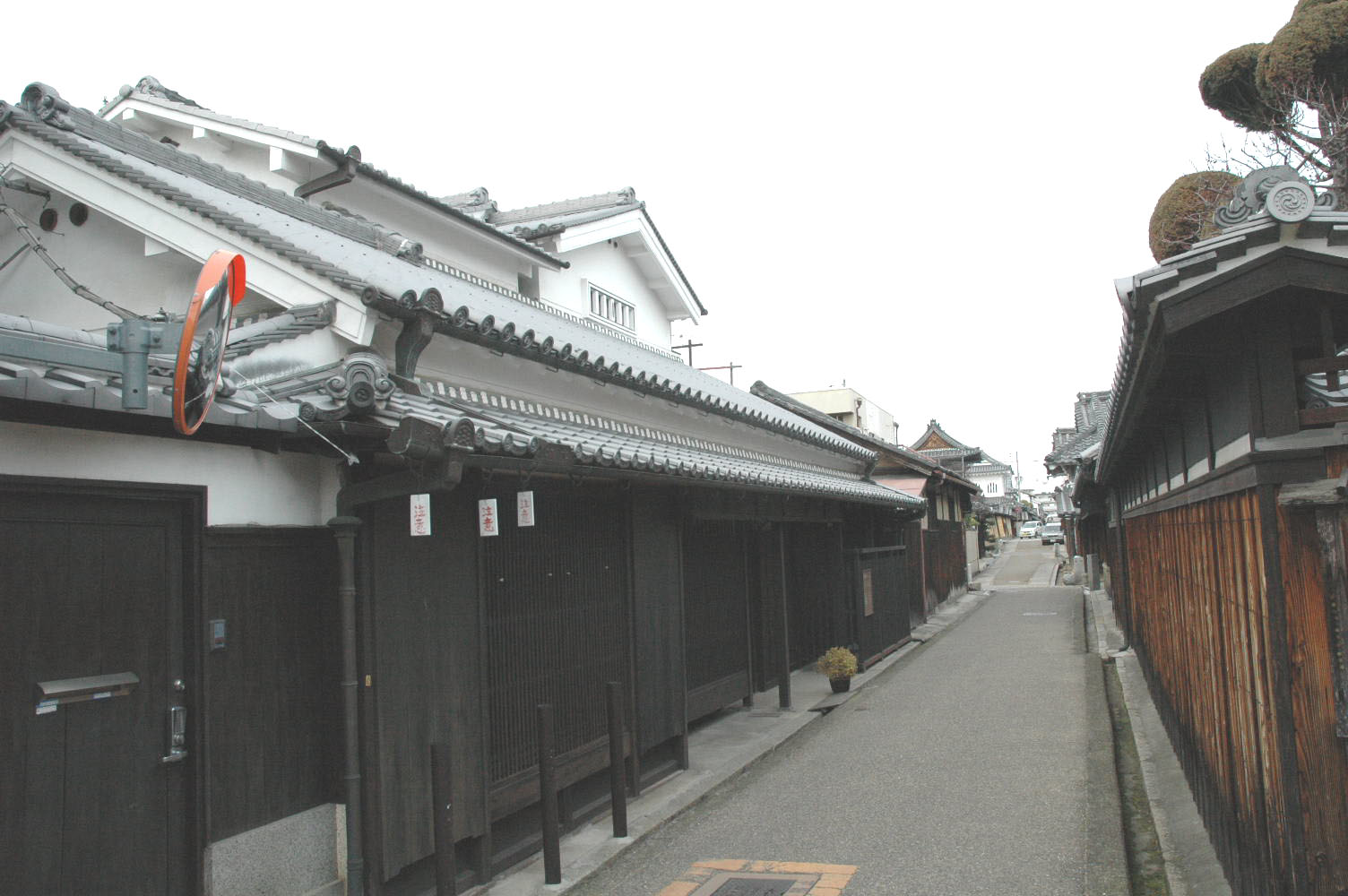
中井家住宅
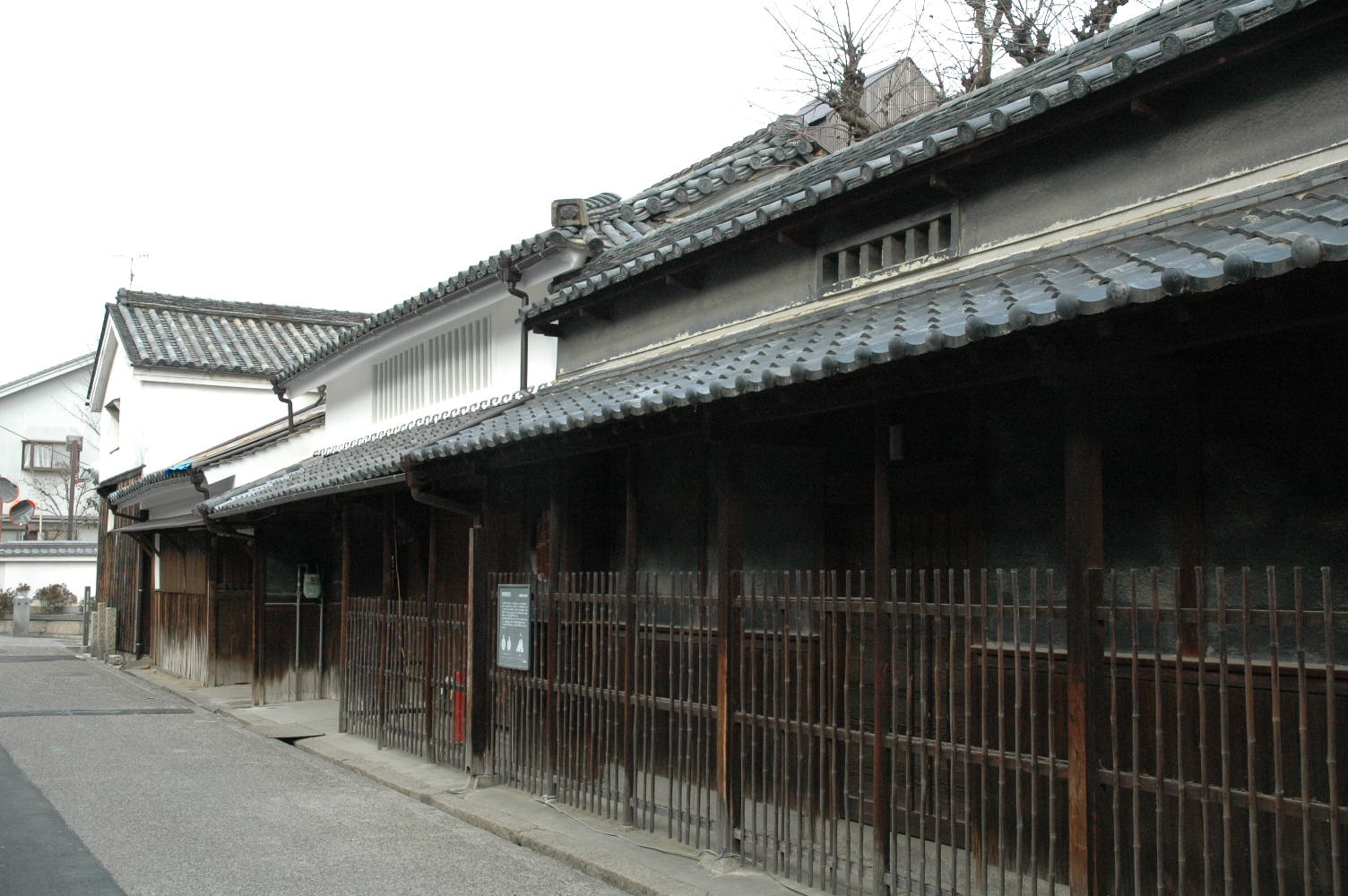
仲村家住宅
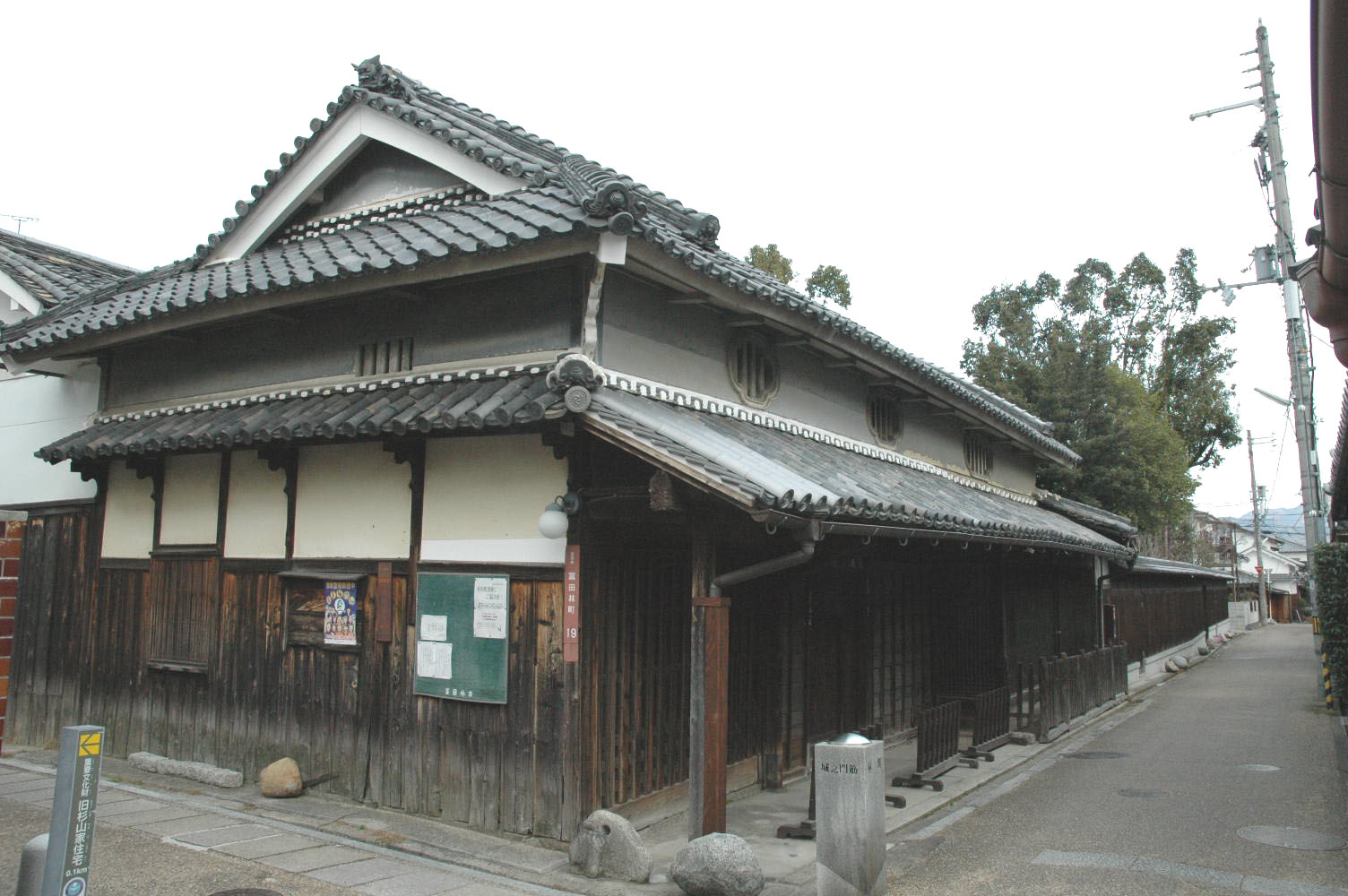
橋本家住宅
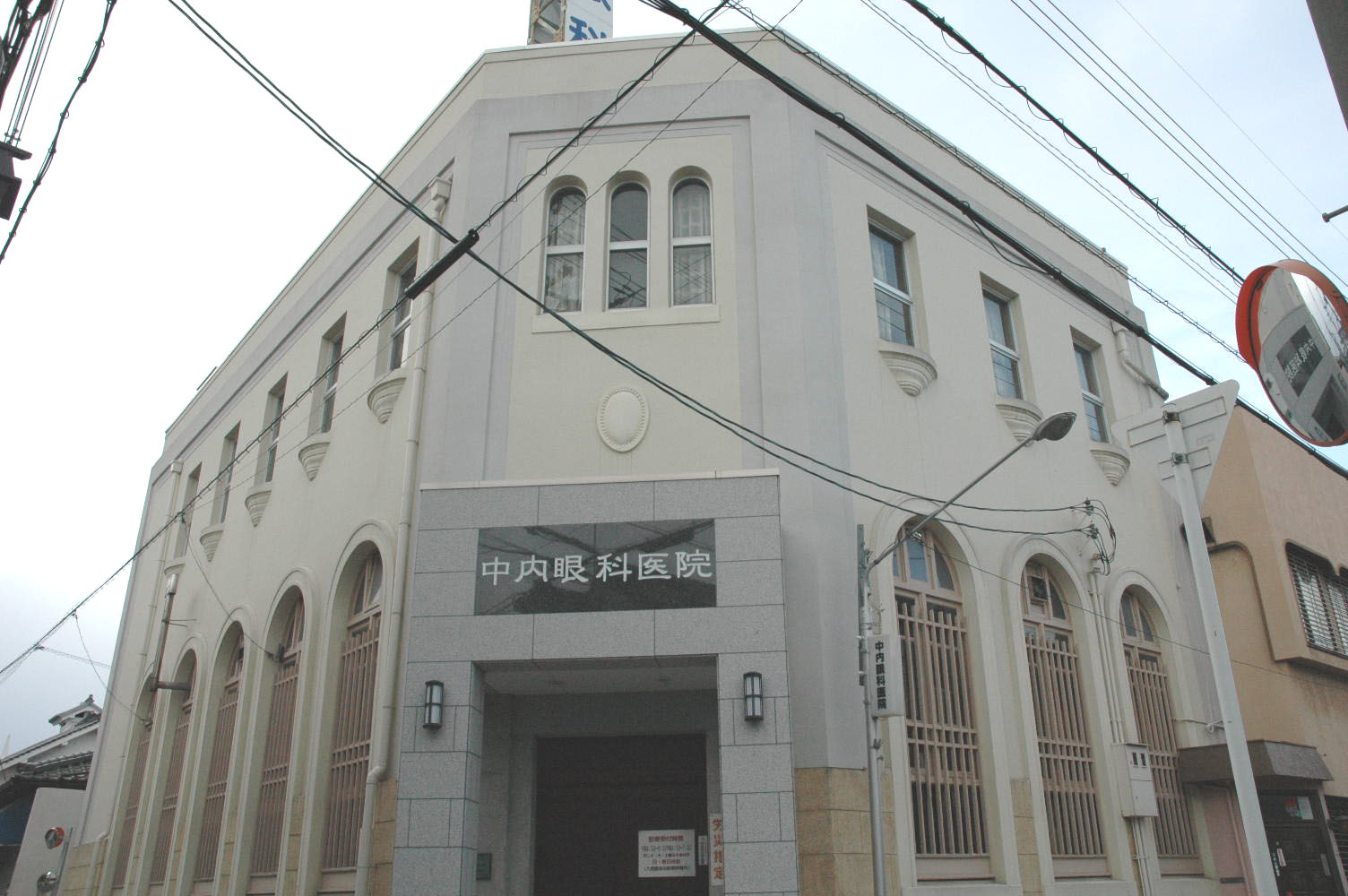
中内眼科医院
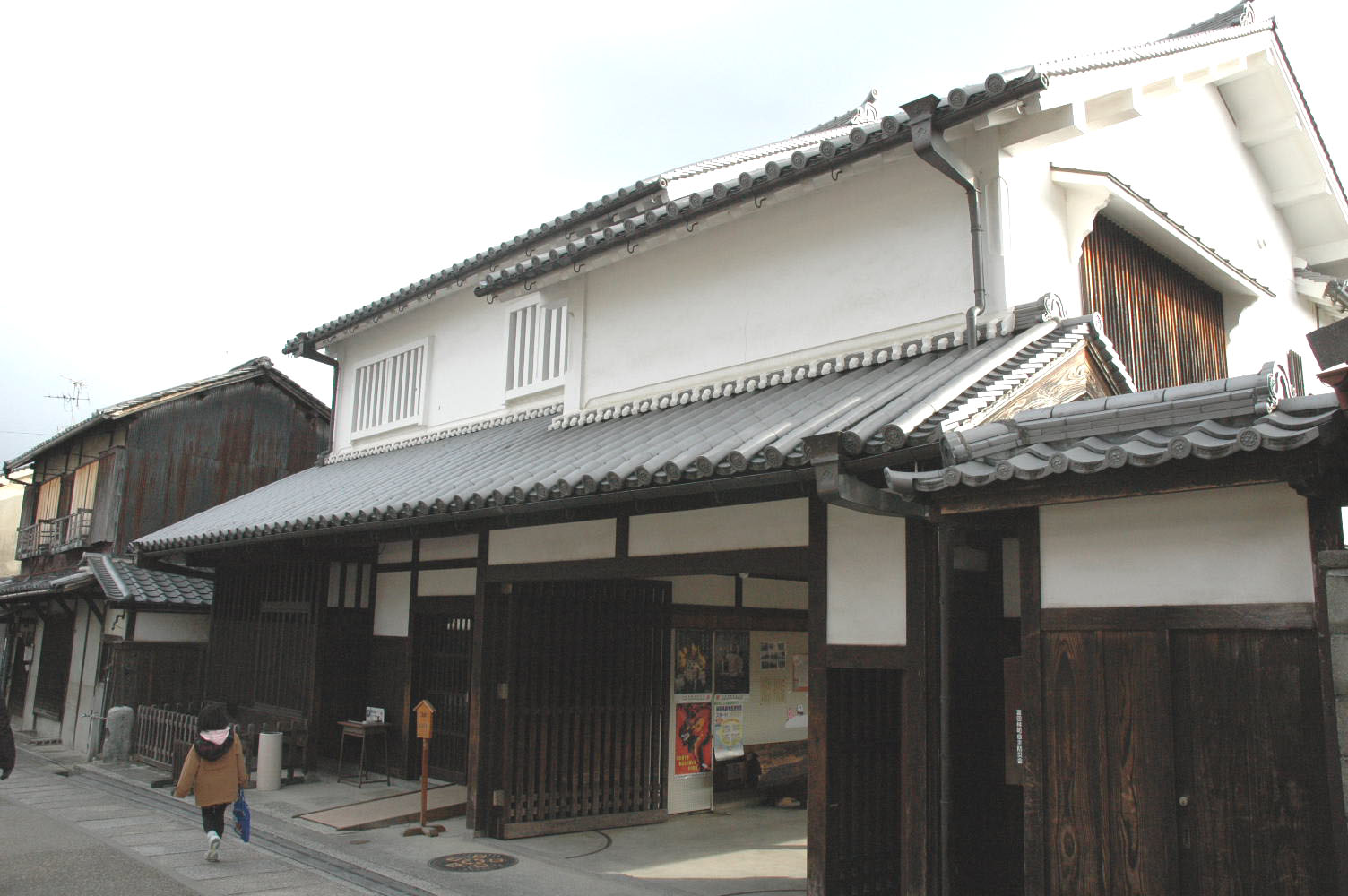
寺内町センター

## ゆかりの歴史的人物
- 吉田松陰 - 嘉永5年（1852年）、尊攘派学者森田節斎に同伴して佐渡屋徳兵衛家（現仲村家住宅）に逗留したという記録がある。当時吉田松陰は江戸に向かう途中で、24歳であった。「二月十四日熊取縁談之掛合用二付五条増田氏共二森田節斎先生同道入来被下候」[7][8]また別に「森田に付添罷越候長州浪人吉田と申す者両人有之候所、長滞留被致」との記載があり、この吉田とは吉田松陰の事である[9]。

- 織田作之助 - 『夫婦善哉』の作者織田作之助は、昭和22年に34歳で亡くなる2カ月前まで富田林寿町の実姉の家に居候し、絶筆となった『土曜夫人』を執筆していた。寺内町入り口近くの本町公園に顔写真や自筆の原稿などがモチーフとされた“織田作之助記念碑”が建立されている[10]。

## 交通
- 近鉄長野線・富田林西口駅もしくは富田林駅下車。